# Marcus Tönsen
Marcus Tönsen, né le 30 novembre 1772 à Ulsnis dans le Duché de Schleswig et mort le 11 juillet 1861 est un juriste allemand et professeur d'université.

## Biographie
Fils d'agriculteur à l'école de la cathédrale de Schleswig, il se consacre dès 1790 à l'étude de la théologie protestante à l'université Christian Albrecht de Kiel dans le duché de Holstein. En 1796, il réussit l'examen théologique au château de Gottorf. Il devint pasteur à l'église allemande de Dublin. Il a démissionné de ce poste en 1799, est retourné à Kiel et a étudié le droit. En 1801, il a passé l'examen juridique avec la plus haute distinction (premier personnage). En 1802, il est devenu avocat à Kiel, en 1804, avocat universitaire, en 1805, avocat à la cour supérieure et, la même année, huissier royal de Tønder et Højerharde.
Il est resté à ce poste jusqu'en 1816, quand il a été nommé o. Professeur de l'Université de Kiel. En 1817, la Faculté de droit lui décerne un Dr. iuris en l'honneur de son travail. En 1823/24 et 1838/39, il fut Recteur de CAU. Depuis 1841, il est conseiller budgétaire royal danois et a pris sa retraite en 1850.

## Publications
- Glosse einiger Fragmente der revidirten Landgerichtsordnung. 1802
- Grundzüge eines allgemeinen positiven Privatrechts, dargestellt aus einem positiv-rechtlichen Princip, 1828
- Beiträge zur Kritik und zur Basis eines allgemeinen positiven Privatrechts. 1842
- Mitautor in: Das Staats- und Erbrecht des Herzogthums Schleswig. Kritik des Commissionsbedenkens über die Successionsverhältnisse des Herzogthums Schleswig. Hamburg 1846.